# 陸軍予備士官学校 (日本)
陸軍予備士官学校（りくぐんよびしかんがっこう、英語: Imperial Japanese Army Reserve Officers’ Cadet School）は、日本陸軍の軍学校の一種である。主として兵科予備役将校となる甲種幹部候補生への集合教育を行った。1938年（昭和13年）8月に1校が、翌年以降は複数校が設置され、太平洋戦争（大東亜戦争）終結まで存在した。1944年（昭和19年）10月より特別甲種幹部候補生への集合教育を行った。

## 概要

### 予備役将校の補充
陸軍では有事の際に多数必要となる下級将校（中尉および少尉）を、現役将校の他に予備役将校の召集によって満たす方針で、1927年（昭和2年）からはそれまでの一年志願兵にかわり新たに設けられた幹部候補生を主として予備役将校を補充するために教育していた。1933年（昭和8年）に幹部候補生は甲種と乙種に分類され、以後は甲種幹部候補生が予備役将校となる教育を受けた。
1937年（昭和12年）7月、日中戦争（支那事変）が勃発し、実際に多数の予備役将校が召集され実戦に配備されると、陸軍は甲種幹部候補生の教育をさらに充実させるため、1938年（昭和13年）4月、陸軍補充令改正（勅令第137号）によって修業期間の延長と、それまでの各部隊内での教育から軍学校等へ甲種幹部候補生を派遣した集合教育に切り替えた。これにもとづく新たな兵科予備役将校養成のための教育機関として、同年同月、陸軍予備士官学校令（勅令第139号）とともに制定されたのが陸軍予備士官学校である。

### 陸軍士官学校との違い
陸軍予備士官学校は「予備役将校ト為スベキ生徒ヲ教育スル所トス」「生徒ハ甲種幹部候補生ヲ以テ之ニ充テ（後略）」と陸軍予備士官学校令の第1条および第2条に定められた、甲種幹部候補生を生徒として兵科予備役将校となる教育を行う学校である。それに対して、1874年（明治7年）東京府市ヶ谷台に開校し、1937年（昭和12年）神奈川県座間町に移転した陸軍士官学校は、兵科将校となる生徒を教育する点では同様であるが、陸軍士官学校令（勅令第744号）第1条および第2条において「各兵科（憲兵科及航空兵科ヲ除ク以下之ニ同ジ）将校ト為スベキ生徒ヲ教育スル所トス」「生徒ハ各兵科士官候補生ニシテ所定ノ隊附勤務ヲ習得シタル者ヲ以テ之ニ充テ（後略）」（1938年12月改正時点）と定められ、士官候補生を生徒として兵科現役将校となる教育を行う点が根本的に異なる。さらに陸軍予備士官学校の入校期間が1年未満と短期間であるのに対し、陸軍士官学校は予科を含めて複数年の教育を行う（入校期間は時代によって異なる）点にも違いがある。戦時、平時を問わず恒常的に軍務につく、いわゆる「職業軍人」として陸軍の本流となる兵科現役将校に必要な素養を、できる限り時間を掛けて教育したのが陸軍士官学校である。
陸軍予科士官学校も、わずか一字違いのために混同されやすく注意が必要である。陸軍予科士官学校とは陸軍士官学校予科を前身として1937年（昭和12年）市ヶ谷台に設置され、「各兵科士官候補生ト為スベキ生徒　及各兵科（憲兵科ヲ除ク）将校ト為スベキ学生ヲ教育スル所トス」「生徒ハ陸軍幼年学校ヲ卒業シタル者又ハ陸軍将校タルコトヲ志願シ召募試験ニ合格シタル者ヲ以テ之ニ充テ（後略）」と定められ、陸軍幼年学校卒業者、あるいは中学校出身者などを生徒として、前記の陸軍士官学校へ入校する士官候補生となるための教育（および現役下士官、准士官の陸軍少尉候補者を学生として兵科現役将校となる教育）を行う学校である。陸軍予科士官学校も生徒教育、学生教育ともに兵科現役将校養成が目的であった。

### 陸軍予備士官学校に準ずる組織
甲種幹部候補生の集合教育は、多くの陸軍諸学校や官衙を利用して行われた。各部では陸軍経理学校など、また各兵科においても専門の技術教育の必要性から陸軍工兵学校、仙台陸軍飛行学校などに幹部候補生隊を組織して集合教育を行う場合があった。
さらに歩兵科、砲兵科といった原則として陸軍予備士官学校での集合教育を行う甲種幹部候補生も、その人員の多さのため陸軍予備士官学校だけでは対応できず、陸軍補充令改正附則第5条にもとづいて陸軍教導学校内に幹部候補生隊を設ける場合があったほか、外地では奉天甲種幹部候補生隊、保定幹部候補生隊などを組織した。これらを「予備士官学校」と通称する著述が一部に見受けられる。1945年（昭和20年）7月、満州国牡丹江省に設置されたとされる「石頭予備士官学校」も教育総監隷下の正規の陸軍予備士官学校ではなく通称であり、正式には「関東軍歩兵第二下士官候補者隊」（満州第604部隊）が編成を増強して甲種幹部候補生を入隊させ教育したものである。

## 沿革

### 仙台に1校を設置
1938年（昭和13年）4月10日施行の陸軍補充令改正（勅令第137号）により、幹部候補生の修業期間がこれまでの1年間から、現役1年次兵の場合は入営日より満2年、その他の兵は幹部候補生採用よりおよそ1年8か月と延長され、兵科甲種幹部候補生は陸軍予備士官学校を始めとする陸軍の諸学校または陸軍大臣の定める部隊において、およそ11か月間の教育を受けると定められた。同時に陸軍予備士官学校令（勅令第139号）が施行され、8月1日付で宮城県仙台市の仙台陸軍教導学校内に陸軍予備士官学校を設置した。同年9月、歩兵科甲種幹部候補生が入校し、7か月の教育を受けた。

### 盛岡に移転、2校増設
1939年（昭和14年）3月、仙台にあった陸軍予備士官学校は岩手県盛岡市近郊、岩手郡厨川村の騎兵第23連隊兵営跡地へ移転した。仙台においては陸軍予備士官学校を廃し、仙台陸軍教導学校内の幹部候補生隊として教育を続けた。さらに同年8月1日施行の陸軍予備士官学校令改正（勅令第517号）により、盛岡のほか愛知県豊橋市と福岡県久留米市に1校ずつを設置した。陸軍予備士官学校は盛岡陸軍予備士官学校（歩兵科）へ改称し、新しく設置された2校はそれぞれ豊橋陸軍予備士官学校（歩兵科・砲兵科）、久留米陸軍予備士官学校（輜重兵科）となった。豊橋校は当初市内の町畑町にある豊橋陸軍教導学校内に設置され、同教導学校が翌年11月13日付で豊橋市内の西口町に移転したのち、町畑町の陸軍学校施設は豊橋陸軍予備士官学校のみとなった。久留米校は当初久留米陸軍偕行社内に仮設置されたが、同年9月23日付で久留米市西町の独立山砲兵第2連隊兵営跡に移転した。

### 奉天校を設置、計4校
1940年（昭和15年）8月1日施行の陸軍予備士官学校令改正（勅令第483号）により満州国の奉天市でそれまで集合教育を行なっていた奉天甲種幹部候補生隊が奉天陸軍予備士官学校（歩兵科）と改編され、この時点での陸軍予備士官学校は盛岡、豊橋、久留米、奉天の4校となった。同年9月、陸軍はそれまでの「歩兵科」「砲兵科」といった兵科区分を廃止し、憲兵を除くすべてを単一の「兵科」として区分は「歩兵」「戦車兵」「砲兵」などの兵種区分に改めた。

### 4校のうち2校が移転
1941年（昭和16年）、盛岡校は群馬県群馬郡の相馬原演習場に移転し、前橋陸軍予備士官学校（歩兵・砲兵）となった。8月1日施行の陸軍予備士官学校令改正（勅令第746号）により陸軍予備士官学校は前橋と豊橋に各1校、久留米に2校と定められた。これは奉天校が福岡県三井郡高良内村に移転、久留米第一陸軍予備士官学校（歩兵・砲兵）と改称し、従来の久留米校を久留米第二陸軍予備士官学校（輜重兵）としたものである。奉天校の代わりに中国大陸には軍令陸甲第1号により河北省保定市に保定幹部候補生隊が置かれ、北支那方面軍隷下部隊の甲種幹部候補生（歩兵、砲兵、輜重兵）に対する集合教育が行われた。

### 3校を増設、計7校
1943年（昭和18年）8月1日施行の「陸軍部内ニ於ケル教育整備ノ為ニスル陸軍航空士官学校令外六勅令中改正等ノ件」（勅令第221号）の第2条となる陸軍予備士官学校令改正により陸軍予備士官学校は仙台、前橋、熊本に各1校、豊橋、久留米に各2校と定められた。これは前述した勅令第221号の第9条による陸軍教導学校廃止にともない仙台、豊橋、熊本の各陸軍教導学校内の幹部候補生隊を改めて、それぞれ仙台陸軍予備士官学校、豊橋第二陸軍予備士官学校、熊本陸軍予備士官学校とし、従来の豊橋陸軍予備士官学校を豊橋第一陸軍予備士官学校へ改称したものである。

### 終戦まで
1944年（昭和19年）10月、新制度の特別甲種幹部候補生（場合により特甲幹と略される）が各陸軍予備士官学校に入校した。特甲幹はこの年採用の第1期、翌年採用の第2期、第3期までが各陸軍予備士官学校等に入校した。
1945年（昭和20年）7月、熊本校は岡山県勝田郡の農学校に移転し、7月24日施行の陸軍予備士官学校令改正（勅令第433号）により、津山陸軍予備士官学校と改称された。
同年8月、日本政府はポツダム宣言を受諾し、8月15日に太平洋戦争の終戦に関する玉音放送がされた。8月18日、大陸命第1385号により全陸軍は「与エタル作戦任務ヲ解ク」とされ、陸軍予備士官学校は同月中に閉校となった。終戦時には仙台（歩兵）、前橋（歩兵・砲兵）、豊橋第一（歩兵・砲兵・工兵）、豊橋第二（歩兵）、津山（歩兵・工兵）、久留米第一（歩兵・砲兵・工兵・通信兵）、久留米第二（輜重兵）の各陸軍予備士官学校が置かれていた。このうち豊橋第二校は千葉県津田沼町に移転が決定し、同年7月21日付で豊橋市内に置かれたまま習志野陸軍予備士官学校と改称され8月13日より移転業務を開始したところ、直後の終戦にともなう停戦命令により移転が中止され名称もふたたび豊橋第二陸軍予備士官学校となったものである。
学校の根拠となる陸軍予備士官学校令は、同年11月13日施行の「陸海軍ノ復員ニ伴ヒ不要ト為ルベキ勅令ノ廃止ニ関スル件」（勅令第632号）により廃止された。幹部候補生制度の根拠となる陸軍補充令は1946年6月14日施行の「陸軍武官官等表等を廃止する勅令」（勅令第319号）により正式に廃止された。

## 年譜
- 1938年8月 陸軍予備士官学校を設置（仙台陸軍教導学校内）
- 1939年3月 陸軍予備士官学校を盛岡近郊に移転（騎兵第23連隊跡地）
- 同年 　8月 陸軍予備士官学校を盛岡陸軍予備士官学校と改称
- 豊橋陸軍予備士官学校を設置（豊橋陸軍教導学校〈町畑町〉内、同教導学校は翌年11月西口町に移転）
- 久留米陸軍予備士官学校を設置
- 1940年8月 奉天陸軍予備士官学校を設置
- 1941年8月 奉天陸軍予備士官学校を久留米近郊に移転、久留米第一陸軍予備士官学校と改称
- 久留米陸軍予備士官学校を久留米第二陸軍予備士官学校と改称
- 盛岡陸軍予備士官学校を前橋近郊に移転、前橋陸軍予備士官学校と改称
- 1943年8月 仙台、豊橋、熊本の各陸軍教導学校を廃止
- 仙台陸軍予備士官学校を設置（仙台陸軍教導学校跡地）
- 豊橋第二陸軍予備士官学校を設置（豊橋陸軍教導学校〈西口町〉跡地）
- 熊本陸軍予備士官学校を設置（熊本陸軍教導学校跡地）
- 豊橋陸軍予備士官学校（町畑町）を豊橋第一陸軍予備士官学校と改称
- 1945年7月 熊本陸軍予備士官学校を津山近郊に移転、津山陸軍予備士官学校と改称
- 同年 　8月 敗戦によりすべての予備士官学校を閉校

## 歴代校長

### 陸軍予備士官学校
陸軍予備士官学校が仙台陸軍教導学校内に併設され、翌年仙台から盛岡近郊に移転した。1校のみの時代は地名を冠称しなかった。
- 天谷直次郎 少将：1938年8月1日 - 1939年3月9日（仙台陸軍教導学校長兼務）
- 岡本保之 少将：1939年3月9日 - 1939年8月1日

### 前橋陸軍予備士官学校
それまで1校のみであったものが3校体制となり、従来の陸軍予備士官学校は盛岡陸軍予備士官学校と改称した。のちに盛岡から前橋近郊に移転し、前橋陸軍予備士官学校と改称した。
盛岡陸軍予備士官学校
- 岡本保之 少将：1939年8月1日 - 1940年8月1日
- 阿部平輔 少将：1940年8月1日 - 1941年7月13日
- 桜田武 少将：1941年7月13日 - 1941年8月1日

前橋陸軍予備士官学校
- 桜田武 少将：1941年8月1日 - 1942年7月9日
- 野副昌徳 少将：1942年7月9日 - 1943年6月10日[39]
- 安部孝一 少将：1943年6月10日[39] -  1944年5月19日[40]
- 横田豊一郎 少将：1944年5月19日[40] - 1944年7月5日[41]
- 南部襄吉 予備役中将：1944年7月18日 -

### 豊橋第一陸軍予備士官学校
豊橋陸軍予備士官学校が豊橋市町畑町の豊橋陸軍教導学校内に設置され、翌年同教導学校は豊橋市西口町に移転した。移転先でのちに同教導学校が廃止され新たな陸軍予備士官学校が設置されると、従来の豊橋校は豊橋第一陸軍予備士官学校と改称した。
豊橋陸軍予備士官学校
- 石黒貞蔵 少将：1939年8月1日 - 1940年8月1日（豊橋陸軍教導学校長兼務）
- 古閑健 少将：1940年8月1日 - 1941年9月1日（豊橋陸軍教導学校長兼務）
- 小田健作 少将：1941年9月1日 - 1942年12月14日
- 永沢三郎 少将：1943年3月1日 - 1943年8月2日

豊橋第一陸軍予備士官学校
- 永沢三郎 少将：1943年8月2日 - 1944年7月5日[41]
- 早淵四郎 予備役中将：1944年7月18日 - 1945年8月31日

### 豊橋第二陸軍予備士官学校
豊橋市町畑町から同市西口町に移転した豊橋陸軍教導学校が廃止され、施設はそのまま豊橋第二陸軍予備士官学校が設置された。千葉県津田沼町に移転を予定し習志野陸軍予備士官学校と改称されたが終戦により移転は中止され、名称もふたたび豊橋第二陸軍予備士官学校となった。
- 宮崎武之 大佐：1943年8月2日 - 1944年5月10日[43]（在職中に少将に進級）
- 島田恵之助 大佐：1944年5月10日[43] -（在職中に少将に進級）

### 久留米第一陸軍予備士官学校
奉天陸軍予備士官学校が久留米近郊に移転し、久留米第一陸軍予備士官学校と改称した。
奉天陸軍予備士官学校
- 南部襄吉 少将：1939年8月1日 - 1940年12月2日
- 中村次喜蔵 大佐：1940年12月2日 - 1941年8月1日

久留米第一陸軍予備士官学校
- 中村次喜蔵 少将：1941年8月1日 - 1943年3月1日
- 人見秀三 少将：1943年3月1日 - 1943年10月29日（1943年6月10日、中将に進級[44]）
- 樋口敬七郎 少将：1943年10月29日 - 1945年4月1日[45]（1945年3月1日、中将に進級[44]）
- 野副昌徳 予備役中将：1945年4月3日[46] - 1945年8月27日[24]

### 久留米第二陸軍予備士官学校
久留米陸軍予備士官学校として設置された。のちに奉天陸軍予備士官学校が久留米近郊に移転すると、従来の久留米校は久留米第二陸軍予備士官学校と改称した。
久留米陸軍予備士官学校
- 河根良賢 大佐：1939年8月1日 - 1941年7月28日

久留米第二陸軍予備士官学校
- 八木節太郎 大佐：1941年7月29日 - 1942年9月21日[47]
- 橋本定寿 大佐：1942年9月 - 1943年12月15日
- 宮下秀次 大佐：1943年12月15日 -

### 仙台陸軍予備士官学校
仙台陸軍教導学校が廃止され、施設はそのまま仙台陸軍予備士官学校が設置された。
- 原田棟 大佐：1943年8月2日 - 1945年2月12日[48]（在職中に少将に進級）
- 宮脇幸助 大佐：1945年2月12日[48] -

### 熊本陸軍予備士官学校
熊本陸軍教導学校が廃止され、熊本陸軍予備士官学校が設置された。のちに津山近郊に移転し、津山陸軍予備士官学校と改称した。
熊本陸軍予備士官学校
- 石井信 大佐：1943年8月2日 - 1945年7月5日[49]（在職中に少将に進級）
- 柴田夘一 中将：1945年7月5日[49] -  1945年7月24日

津山陸軍予備士官学校
- 柴田夘一 中将：1945年7月24日 -

## 著名な卒業者
- 小野田寛郎少尉
- 山本七平少尉
- 日向勝少尉
- 中原光信少尉
- 岩里政男（李登輝）少尉
- 石橋信夫少尉（大和ハウス工業創設者）
- 芥川比呂志中尉
- 渋沢雅英少尉

## 跡地
- 盛岡陸軍予備士官学校跡地：森永乳業盛岡工場、岩手県営体育館等
- 仙台陸軍予備士官学校跡地：東北大学川内キャンパス
- 前橋陸軍予備士官学校跡地：陸上自衛隊相馬原駐屯地（第12旅団司令部等）
- 豊橋第一陸軍予備士官学校跡地：愛知大学豊橋キャンパス、愛知県立時習館高等学校等
- 久留米第一陸軍予備士官学校跡地：陸上自衛隊前川原駐屯地（陸上自衛隊幹部候補生学校）
- 熊本陸軍予備士官学校跡地：熊本城二の丸公園